# مشتس
مشتس (به چکی: Mšec) یک منطقهٔ مسکونی در جمهوری چک است که در ناحیه راکوونیک واقع شده‌است.